# Copa Socio MX 2016
La Copa SocioMX (nombrada MoneyGram SocioMX por motivos de patrocinio) es un torneo internacional que se celebra anualmente en Estados Unidos con cuatro de los mejores equipos mexicanos de la Primera División de México.
Este torneo es transmitido a más de 21 países, incluyendo México y gran parte de América Latina, a través de la cadena ESPN.
La edición de 2016 se realizó del 2 al 6 de julio de 2016 en las ciudades de Los Ángeles, San José, California, además de Houston y Dallas en Texas.

## Sistema de competencia
- El torneo tuvo una duración de 4 días. Se celebró entre el 2 y 6 de julio.

- El torneo empieza desde las rondas de semifinales. Los equipos perdedores de las semifinales juegan un partido por el tercer y cuarto puesto, mientras que los ganadores disputan la Final, donde el vencedor obtiene la MoneyGram Socio MX Cup.

- Si después de los 90 minutos de juego el partido se encuentra empatado, el partido se define por el procedimiento de tiros desde el punto penal.

## Participantes
- Cruz Azul
- Monterrey
- Pumas UNAM
- Santos Laguna

## Torneo
|  | Semifinales           | Semifinales          |   |                     | Final               | Final |  |
|  |                       |                      |   |                     |                     |       |  |
|  |                       |                      |   |                     |                     |       |  |
|  | 2 de julio - San José |                      |   |                     |                     |       |  |
|  | Santos Laguna         | 2                    |   |                     |                     |       |  |
|  | Pumas UNAM            | 1                    |   |                     |                     |       |  |
|  |                       |                      |   |                     |                     |       |  |
|  |                       |                      |   |                     | 6 de julio - Dallas |       |  |
|  |                       |                      |   |                     | Santos Laguna       | 1     |  |
|  |                       | Cruz Azul            | 0 |                     |                     |       |  |
|  |                       |                      |   |                     |                     |       |  |
|  |                       |                      |   |                     |                     |       |  |
|  |                       |                      |   |                     | Tercer lugar        |       |  |
|  | 3 de julio - Houston  | 3 de julio - Houston |   | 6 de julio - Dallas | 6 de julio - Dallas |       |  |
|  | Cruz Azul             | 2                    |   | Pumas UNAM          | 2                   |       |  |
|  | Monterrey             | 1                    |   |                     | Monterrey           | 0     |  |

### Semifinales
| 2 de julio de 2016, 18:00 | Pumas UNAM  | 1:2 (0:1) | Santos Laguna                  | Avaya Stadium, San José |  |
|                           | Fuentes 68' | Reporte   | Rabello 46+1' · Armenteros 78' |                         |  |

| 3 de julio de 2016, 18:00 | Cruz Azul                | 2:1 (0:1) | Monterrey | BBVA Compass Stadium, Houston |  |
|                           | Guerrón 47' · Zúñiga 86' | Reporte   | Pabón 41' |                               |  |

### Tercer lugar
| 6 de julio de 2016, 18:00 | Monterrey | 0:2 (0:1) | Pumas UNAM                | Cotton Bowl Stadium, Dallas |  |
|                           |           | Reporte   | Barrera 22' · Herrera 50' |                             |  |

### Final
| 6 de julio de 2016, 20:30 | Cruz Azul | 0:1 (0:1) | Santos Laguna | Cotton Bowl Stadium, Dallas |  |
|                           |           | Reporte   | Rodríguez 14' |                             |  |

| Santos Laguna 1° título |